# ورزشگاه شاه عالم
ورزشگاه شاه عالم (انگلیسی: Shah Alam Stadium) یک ورزشگاه چند منظوره در شهر شاه عالم، مالزی است.
این ورزشگاه که در سال ۱۹۹۴ تأسیس شده دارای ۸۰٬۳۷۲ ظرفیت می‌باشد و میزبان جام ملت‌های آسیا ۲۰۰۷ بوده است.
تخریب ورزشگاه از روز ۱ ژوئیه ۲۰۲۴ شروع شد و انتظار بر این است که تخریب کامل آن تا میانه‌ سال ۲۰۲۵ طول بکشد‌.

## نگارخانه

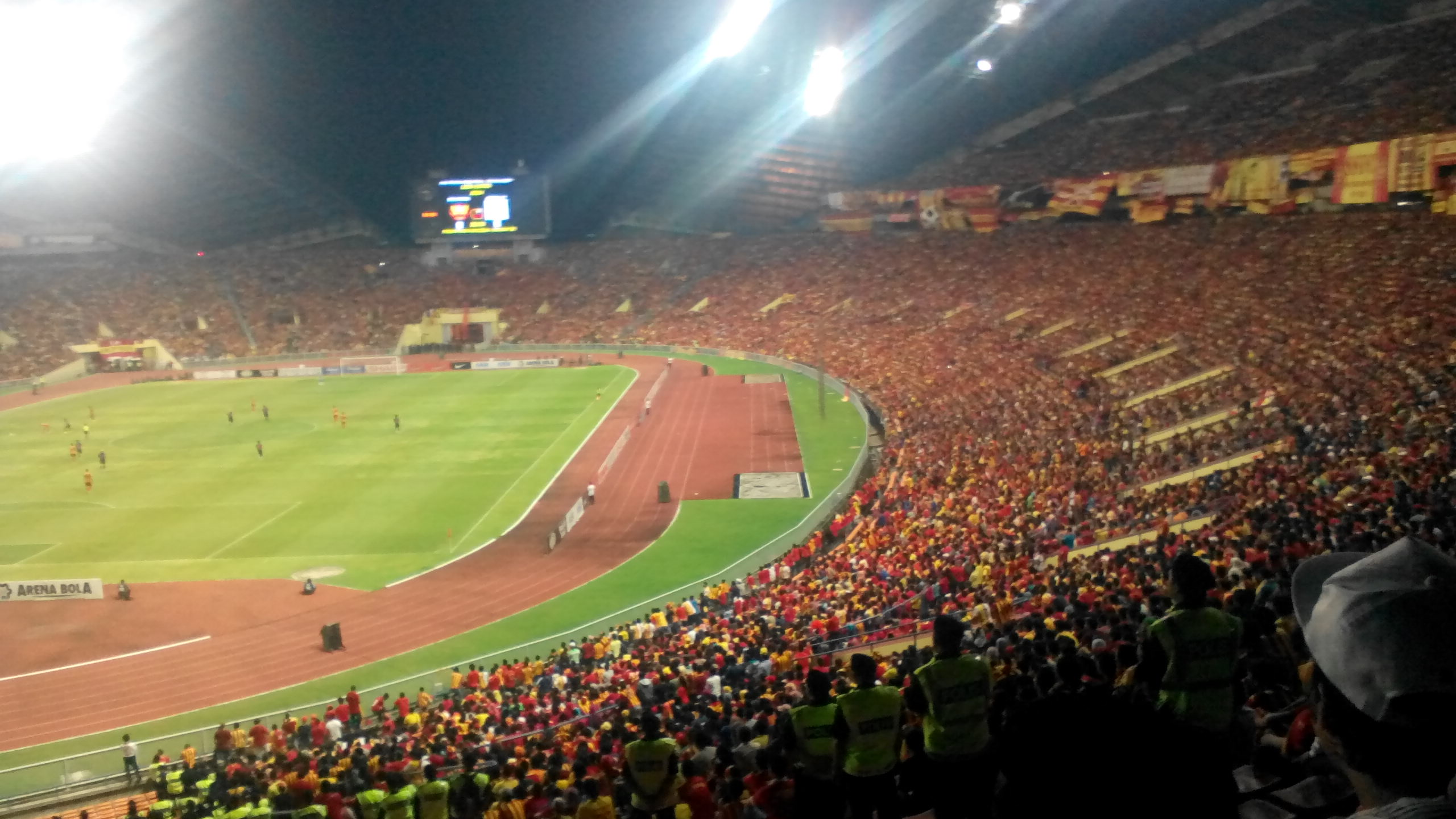
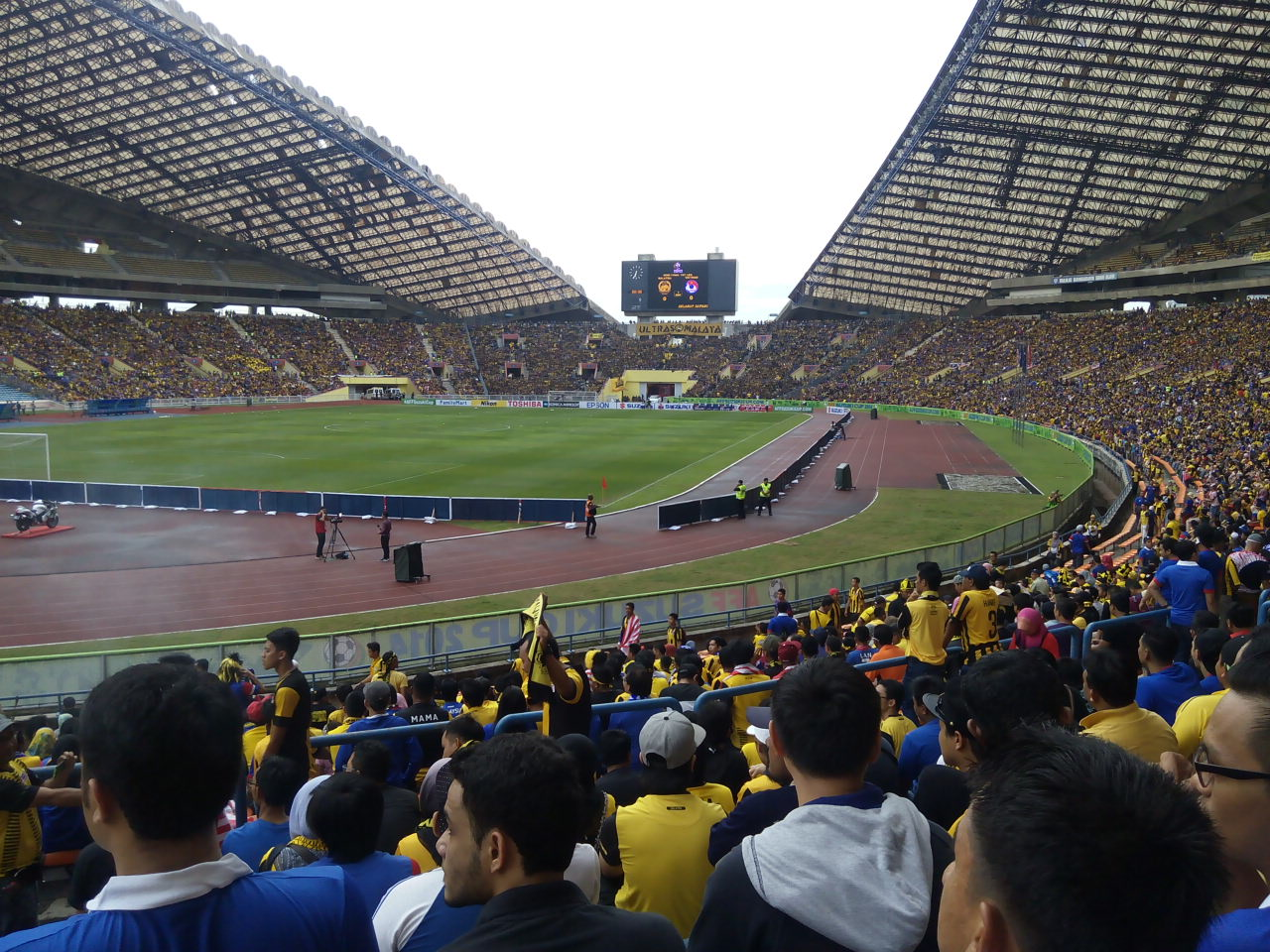